# Karel Masopust
Karel Masopust (4. října 1942 Praha – 25. května 2019 Praha) byl český hokejový obránce a reprezentant Československa.
V letech 1961–1963 hrál za Duklu Jihlava, poté do roku 1970 působil ve Spartě Praha. Následující tři sezóny strávil v Českých Budějovicích, na ročník 1974/1975 se vrátil do Sparty. V letech 1975–1976 hrál za brněnský Ingstav, poté ukončil kariéru. S pražskou Spartou v nejvyšší národní soutěži získal jednu stříbrnou a tři bronzové medaile.
Za československou reprezentaci odehrál 12 zápasů a vstřelil tři góly. Startoval na Zimních olympijských hrách 1968 v Grenoblu, odkud si přivezl stříbrnou medaili.
Mezi lety 1993 a 2013 působil jako evropský skaut týmu San Jose Sharks. Zemřel 25. května 2019 ve věku 76 let.
Byl švagrem Luďka Bukače.